# Оружје и човек
Оружје и човек (енгл. Arms and the Man) је антиромантична комедија Џорџа Бернарда Шоа, у којој писац критикује романтично схватање рата и љубави, пародирајући милитаризам, национализам и империјализам. Првобитни назив ове драме био је „Алпи и Балкани“ (енгл. Alps and Balcans), јер је прича базирана на индиректан сукоб између Аустроугарске и Бугарске 1885. године. Њен назив долази од Џон Драјденовог (енгл. John Dryden) превода уводних латинских речи Вергилијиве Енејиде: -{„Arma virumque cano“ (срп. „Оружју и човеку певам“)
(Пројекат Персеј), али за разлику од Вергијила он не глорификује рат и херојство. Написана је 1893. године за време Викторијанског доба када су многи позоришни комади били улавном комедије. Састоји се из три чина. Драма обрађује две главне теме: рат и брак. Упркос томе, она је савршени пример викторијанске књижевности. Захвљајући овој и драми „Занат Г-ђе Уорн“ (енгл. Mrs. Warren's Profession), Џорџ Бернард Шо је књижевно признат.

## Прво извођење
Драма „Оружја и човек“ је једна од најизвођенијих драма Џорџа Бернарда Шоа. Први пут је представљена 21. априла године као део Шоових тзв. „пријатни комади“ (енгл. Pleasant Plays), у које су спадале „Кандида“ (енгл. Candida), „Никад моћи рећи“ (енгл. You Never Can Tell) и „Човек судбине“ (енгл. The Man of Destiny). Ови комади налазе слабе тачке у најпоузданијим вредностима друштва као што су ратни хероји, култ патриотизма. Ова драма је била једна од првих Шоових комерцијалних успеха. Позван је на сцену након што се спустила завеса, где је добио одушевљени аплауз. Међутим, један од присутних гледалаца је негодовао. Шо му је на то одговорио: „Драги мој пријане, слажем се с тобом, али шта смо нас двојица наспрам већине?“

## Радња драме
Радња драме смештена је за време Српско-бугарског рата (1885). Јунакиња драме је Рајна Петков, млада Бугарка која је верена за Сергеја Петкова, једног од хероја овог рата, кога је она идеализовала. Једне вечери, швајцарски плаћеник у српској војсци, капетан Блунчли, упао кроз прозор њене спаваће собе и у почетку јој претио, а касније је молио да га сакрије, да га не би убили. Рајна прихвата молбу, мислећи да је у питању кукавица, нарочито онда кад јој је изјавио да не носи шаржере од револвера, него чоколадице. Кад се битка код Сливнице завршила, Рајна и њена мајка кришом су Блунчлија извели из куће, обукавши га у стару хаљину.
Рат се завршио и Сергеј се вратио Рајни, али се удварао њеној дрској слушкињи Луки (споредној улози), за коју су мислили да је заручена за слугу Николу. Рајна је почела увиђати да је Сергеј лудо одважан и заморан лик, али је крила то сазнање. Блунчли се неочекивао вратио да би могао вратити стару хаљину, али такође да би видео њу. Рајна и њена мајка су се шокирале, нарочито кад су њен отац и Сергеј објаснили да су се сусретали с Блунчлијем и раније, и позвали су га да остане на ручку и да им помогне око покрета трупа.
После, кад је остала сама с Блунчлијем, Рајна је схватила да њу гледа романтичним погледима, али да је и поштује као жену, што Сергеј није. Рекла му је да је оставила своју слику у џепу старе хаљине на којем је исписано: „To my chocolate-cream soldier“ (срп. „Мом чоколадном војнику“), али јој је он рекао да није нашао и да би сигурно могао бити и даље тамо. Блунчли је добио обавештење о смрти свога оца који му је у тестаменту оставио огромно наследство. Лука је онда рекла Сергеју да је Блунчи човек којег је Рајна скривала и да се она стварно заљубила у њега. Сергеј га онда позива на двобој, али на крају не долази до тога и Рајна раскида веридбу (уз помоћ обеју страна). Рајнин отац открива њену слику у џепу старе хаљине, али Рајна и Блунчли успевају да га преваре, узевши му га пре него што га је поново нашао. Након што је Блунчли обелоданио целу причу мајору Петкову, Сергеј предлаже Луки брак. Никола је мирно и спокојни препушта Сергеју, и Блунчли, видевши у Николи способност, одлучује да му понуди посао хотелског менаџера.
Рајна, помисливши да су њени романтични идеали пропали и да ће бити удана за Блунчлија у замену за одређену своту њеном оцу, протестује говорећи да би радије да пође за својим јадним чоколадним војником, него за било каквим богатим бизнисменом. Блунчли јој је рекао да је он и даље иста особа и драма се завршава тако што му Рајна открива своју љубав и Блунчли, са швајцарском прецизношћу, предвиђа свима да ће, када буде рашчистио ствари око трупа, вратити за тачно две недеље да би се венчао с Рајном.

## Адаптације
- 1908. године Оскар Штраус је написао једну оперету под именом Храбар војник
- 1958. године снимљен је филм на основу ове драме под именом Хероји
- 1972. године Удо Јиргенс је написао мјузикл под називом Јунаци, јунаци у два дела, који се такође базира на Шоово дело.